# 1892
| 1892                                            |
| ----------------------------------------------- |
| Dødsfald - Fødsler                              |
| • Begivenheder • Film • Musik • Politik • Sport |

| Gregoriansk kalender | 1892 MDCCCXCII          |
| Ab urbe condita      | 2645                    |
| Armensk kalender     | 1341 ԹՎ ՌՅԽԱ            |
| Kinesiske kalender   | 4588 – 4589 辛卯 – 壬辰 |
| Etiopisk kalender    | 1884 – 1885             |
| Jødisk kalender      | 5652 – 5653             |
| Hindukalendere       |                         |
| - Vikram Samvat      | 1947 – 1948             |
| - Shaka Samvat       | 1814 – 1815             |
| - Kali Yuga          | 4993 – 4994             |
| Iransk kalender      | 1270 – 1271             |
| Islamisk kalender    | 1310 – 1311             |

Året 1892 startede på en fredag.
Konge i Danmark: Christian 9. 1863-1906
Se også 1892 (tal)

## Begivenheder
- Første sygekasselov i Danmark

### Januar
- 1. januar - Ellis Island begynder at behandle immigranter til USA

### Februar
- 27. februar - Retskrivningsbekendtgørelsen fra 1892 (Bekendtgørelse nr. 24 af 27.2.1892 fra Ministeriet for Kirke- og Undervisningsvæsenet om retskrivningen)

### Marts
- 4. marts - København får sit første elværk

### April
- 4. april - Orde van Oranje-Nassau indstiftes

### Maj
- 22. maj - Washington Sheffield, amerikansk tandlæge, opfinder tandpastatuben. Hidtil havde man købt tandpasta i krukker
- 26. maj - guldbryllup mellem Kong Christian d. 9. og Dronning Louise
- 26. maj - på Kongens Nytorv tændes den nye elektriske belysning for første gang; det sker på kongeparrets guldbryllupsdag

- 29. maj 1892 Folketoget til Amalienborg, til fejring af Christian 9. og dronning Louises guldbryllupsdag29. maj - folkeoptog gennem København til fejring af Christian 9. og dronning Louises guldbryllupsdag

### Juni
- 29. juni – I Necochea, Argentina bruger politiet for første gang fingeraftryk i opklaring på et mord på to drenge, der viser, at morderen var deres mor.

### Juli
- 4. juli – Samoa skifter fra at følge australsk datoregning til at følge amerikansk; datolinjen flyttes, og øerne holder 4. juli to gange.[1]

### September
- 7. september – Bokseren John L. Sullivan mister titlen som verdensmester i sværvægt, da udfordreren James J. Corbett stopper Sullivan. For første gang afvikles en VM-kamp i sværvægt med brug af boksehandsker.
- 9. september – Edward Emerson Barnard opdager Jupiter-månen Amalthea.

### Oktober
- 5. oktober – Dalton-banden forsøger at røve to banker samtidigt i byen Coffeyville, Kansas.
- 24. oktober – Københavns Fodsports-Forening (pr. 1914 Københavns Idræts Forening) grundlægges som Danmarks første atletikforening.

### November
- 7. november – Den 30-årige Jens Nielsen bliver henrettet med økse i Horsens Statsfængsel. Jens Nielsen blev den sidste i Danmark, der blev henrettet med “hovedet på blokken”.

### December
- 18. december - Tchaikovskys ballet Nøddeknækkeren opføres for første gang i Mariinskij-teatret i Sankt Petersborg

## Født

### Januar
- 1. januar – Martin Niemöller, tysk præst og ubådskaptajn (død 1984).
- 1. januar – Tamon Yamaguchi, japansk admiral. (død 1942)
- 3. januar – J.R.R. Tolkien, britisk forfatter og historiefortæller, fødes i Sydafrika, men allerede som 3-årig flytter han med familien tilbage England efter faderens død. (død 1973).

### Februar
- 29. februar – Dietrich von Jagow, tysk ambassadør i Ungarn og SA-general (død 1945).

### April
- 8. april – Mary Pickford, canadisk skuespiller (død 1979).

### Juli
- 12. juli – Bruno Schulz, polsk forfatter. (død 1942).
- 23. juli – Haile Selassie, kejser af Etiopien (dør 1975).

### August
- 15. august – Louis de Broglie, fransk fysiker og modtager af Nobelprisen i fysik (død 1987).
- 15. august – Knud Jeppesen, dansk musikforsker og komponist (død 1974).
- 20. august – Ludvig Brandstrup, dansk skuespiller (død 1949).

### Oktober
- 3. oktober –  N.J. Haustrup, dansk fabrikant (død 1976).

### December
- 3. december – Christian Nøkkentved, dansk bygningsinspektør og professor (død 1945).
- 4. december – Francisco Franco, Spansk diktator (død 1975).
- 15. december – John Paul Getty, amerikansk multi-millionær og oliemagnat (død 1976).

## Dødsfald

### Juli
- 24. juli – Stefan Ankjær, dansk militær topograf, død i København (født 1820).

### Oktober
- 6. oktober – Alfred Tennyson, engelsk nationaldigter (født 1809).

### December
- 18. december – Richard Owen, engelsk biolog (født 1804).